# Chiesa di Maria Santissima Annunziata (Scala)
La chiesa di Maria Santissima Annunziata è una chiesa ubicata a Scala, nella frazione di Minuta.

## Storia
L'edificazione della chiesa viene fatta risalire o al IX secolo, utilizzata anche come prima sede della diocesi di Scala e per il raduno del parlamento dell'Università che amministrava il paese, oppure all'XI secolo. Nel 1554 papa Giulio III le concesse il privilegio di amministrarsi autonomamente. Nel 1852 la struttura fu completamente restaurata: in particolar modo le colonne vennero inglobate in pilastri per risolvere i problemi di stabilità.
All'inizio del XX secolo la chiesa risultava chiusa in quanto pericolante: fu quindi effettuato un restauro che riportò alla luce l'originale stile romanico, con il ripristino delle colonne, eliminando quindi i pilastri, il rifacimento delle capriate lignee e rifatti gli intonaci. Riaperta al culto nel 1930, venne danneggiata dai bombardamenti durante la seconda guerra mondiale, tanto che fu nuovamente chiusa. Restaurata nel 1970, aprì nel 1971: tra il 1976 e il 1977 i restauri riguardarono la cripta e i suoi affreschi mentre, a seguito dei danni provocati dal terremoto dell'Irpinia del 1980, fu ristrutturata ancora una volta, con i lavori, terminati nel 1991, che riguardarono in particolar modo la pavimentazione, il campanile, la sostituzione delle capriate lignee e il rifacimento degli intonaci.

## Descrizione
La chiesa si trova fuori dal borgo di Minuta, su un promontorio che si affaccia sulla valle del Dragone, ed è preceduta da un piazzale che funge anche da sagrato, pavimentato in basalto. La facciata è caratterizzata da un portico a tre fornici: quello di destra più ampio, quello di sinistra con arco ogivale e quello centrale, l'unico che consente l'accesso al portico, in quanto gli altri due sono protetti da un muretto con inferriata, è in linea con il portale centrale; la volta del portico è sorretta da archi a tutto sesto con volte estradossate a crociera ogivale. I portali d'ingresso sono tre, decorati con fregi marmorei e lapidi: ognuno reca nella parte alta una lunetta in cui è presente un affresco, in particolare, quello centrale, Madonna col Bambino del XV secolo. A sinistra del portico è una cappella, priva di rilevanza artistica, adibita a sacrestia.
Internamente è in stile romanico, a pianta basilicale e divisa in tre navate, mentre manca il transetto; le navate, quella centrale più ampia rispetto alle due laterali, terminano tutte con un'abside e sono divise tramite una serie di sei colonne di spoglio su ogni lato, con capitelli in ordine corinzio. La navata centrale ha una copertura a doppio spiovente, mentre quelle laterali sono a singolo spiovente, tutte con capriate a vista in legno. Le pareti sono totalmente intonacate in bianco, la pavimentazione è in cotto e l'illuminazione è garantita tramite delle monofore ad arco pieno posizionate sul lato destro della navata destra e nella parte alta della navata centrale e dell'abside centrale. L'altare maggiore, posto in corrispondenza dell'abside centrale, è stato sistemato nel 1996, andando a sostituire quello precedente addossato alla parete: è stato realizzato con una vasca battesimale capovolta e un capitello corinzio e coperto da una mensa in legno. Anche l'ambone è realizzato con marmo di risulta, proveniente della basilica di Sant'Eustachio, composto da un piedritto e, nei pressi del leggio, la raffigurazione di un'aquila. Precedentemente era presente un ambone del XIV secolo, commissionato dalla famiglia Spina: la tribuna era in terracotta e marmo traforato con decorazioni di fiori e di elementi naturali, sorretta da quattro colonne sempre in marmo; fu demolito nel XIX secolo. Sono inoltre presenti un'acquasantiera del XIII o XIV secolo poggiante su un capitello e, alle spalle dell'altare maggiore, un'urna del XIII secolo su cui sono scolpite due arpie, una lucertola e un rapace.
Tramite una scala posta nella navata destra si accede alla cripta: questa è completamente fuori terra, a pianta rettangolare, senza abside, a tre campate e crociere a tutto sesto. L'altare è posizionato lungo il lato corto, mentre l'illuminazione è garantita da quattro monofore. All'interno della cripta è presente un ciclo di affreschi in stile bizantino risalente al IX e X secolo: sono affrescate tre pareti, anche se quella sulla destra, dov'è raffigurata la scena dell'Annunciazione, è andata quasi completamente perduta. Sulla parete sinistra, in alto, sono raffigurate Maria ed Elisabetta, anche se i volti sono stati rimossi, mentre in basso sono San Giorgio e San Nicola. Nella volta a crociera è il Cristo benedicente con i santi Giovanni Battista e Giovanni Evangelista, il re Davide e il profeta Daniele. Alle spalle dell'altare è la Natività: san Giuseppe è raffigurato quasi dormiente, mentre nella parte bassa il Bambino Gesù è lavato dalle donne; sulla sinistra l'Annuncio ai pastori da parte di un angelo che regge uno scettro: questa sezione della scena è completata da un cane che beve presso un ruscello. Nella parte bassa due gruppi di pecore, una cagna con il suo cucciolo e un cane dormiente, mentre in alto due gruppi di angeli che fissano una stella a forma di croce. Sempre nella parte bassa sono due affreschi, realizzati probabilmente come ex voto per la liberazione di un ragazzo di Scala dalla schiavitù, rappresentano una leggenda legata a san Nicola: questa narra di un ricco signore, il quale, per ringraziare san Nicola per avergli concesso la grazia di avere un figlio, fece costruire nel suo palazzo una cappella, all'interno della quale ogni anno veniva celebrata una festa. Il bambino venne tuttavia rapito da un re pagano e un giorno, notando la sua infelicità, mentre gli portava una coppa, gliene chiese il motivo: questo rispose di essere rattristato in quanto non poteva celebrare la festa di san Nicola a casa sua; così, per miracolo, un vento soprannaturale avvolse il fanciullo e la sua coppa, riportandolo a casa, venendo accolto dalle braccia della mamma e il padre ringraziava ancora una volta il santo.
Il campanile è a base quadrata e ha tre livelli, separati tramite cornicione: il secondo livello ha delle monofore, mentre il terzo, dalla forma ottagonale con cupola ribassata, ha quattro monofore.